# Трепни
„Трѐпни“ (на български: Мигни) е песен на сръбската певица Цеца Ражнатович от шестнадесетия ѝ албум „Аутограм“. Музиката към нея е на Боян Васич, а текстът е на Марина Туцакович. В песента се пее за мъж податлив на хорски слух за любимата му. Тя го оставя да вярва на другите, призовава го да се отрече публично от нея, да намрази нея, но не и любовта:
Можда сам рођена, рођена вредна помена,
а ти одрекни се јавно мога имена,
веруј другима када ти мене огаде,
мрзи мене ал’ љубав не.

## Любопитно
- Това е любимата песен от албума на певицата на дъщеря ѝ Анастасия, което става ясно от публикация на Анастасия в социалната мрежа „Инстаграм“.[1]
- Песента е включена в пародия на откъс от анимационен филм, в която се говори на северозападен диалект.[2]